# Dacia 1100
O Dacia 1100 é um sedã com motor traseiro e tração traseira, fabricado pela montadora romena Dacia de 1968 a 1970. Exceto por alguns detalhes, é idêntico ao Renault 8 lançado em 1962 no mercado francês.

## História
Em setembro de 1966, o governo romeno assinou um acordo com a Renault para construir uma fábrica na cidade de Piteşti, a noroeste de Bucareste, para fabricar sob licença o Renault 12, que chamariam de Dacia 1300. No entanto, o desenvolvimento do Renault 12 ainda não estava concluído quando a fábrica foi concluída em 1968. Assim, enquanto isso acontecia, decidiu-se fabricar sob licença o Renault 8, denominado Dacia 1100, em referência ao antigo nome da Romênia (Dacia), e à cilindrada do seu motor.
O primeiro Dacia da história foi lançado em 3 de agosto de 1968 e oferecido ao presidente Nicolae Ceaușescu, que inaugurou a fábrica poucos dias depois. Que na verdade era uma montadora, já que todas as peças eram importadas da França em regime CKD.
Um ano após o lançamento do Dacia 1100, a fábrica dividiu os trabalhos para a montagem do Dacia 1300. Na mesma época, a Dacia produziu o 1100 Sport, destinado à polícia romena; técnica e esteticamente semelhante ao Renault 8 Gordini (quatro faróis redondos, motor com carburador de corpo duplo), numa pequena série de 100 unidades. O 1100 Sport também apareceu em algumas competições locais.
Após o início da produção do Dacia 1300 em 1969, a produção do Dacia 1100 terminou no final de 1970. Foram montados um total de 26.582 (37.546 segundo outras fontes) Dacia 1100, dos quais 2.030 em 1968, 12.375 em 1969 e 12.177 em 1970.

## Galeria

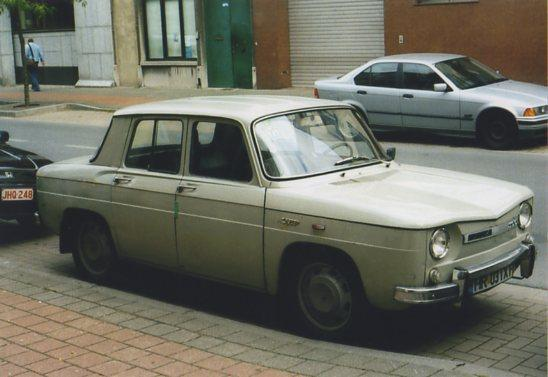
Dacia 1100.
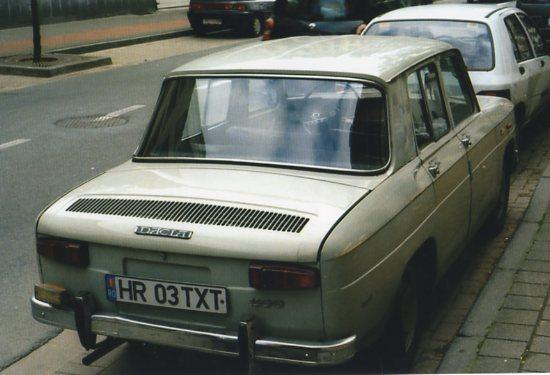
Dacia 1100.
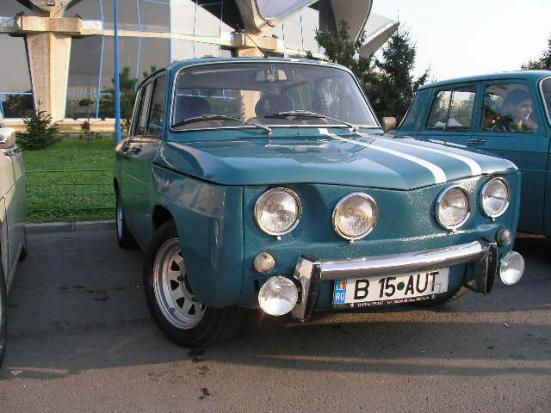
Dacia 1100 Sport.
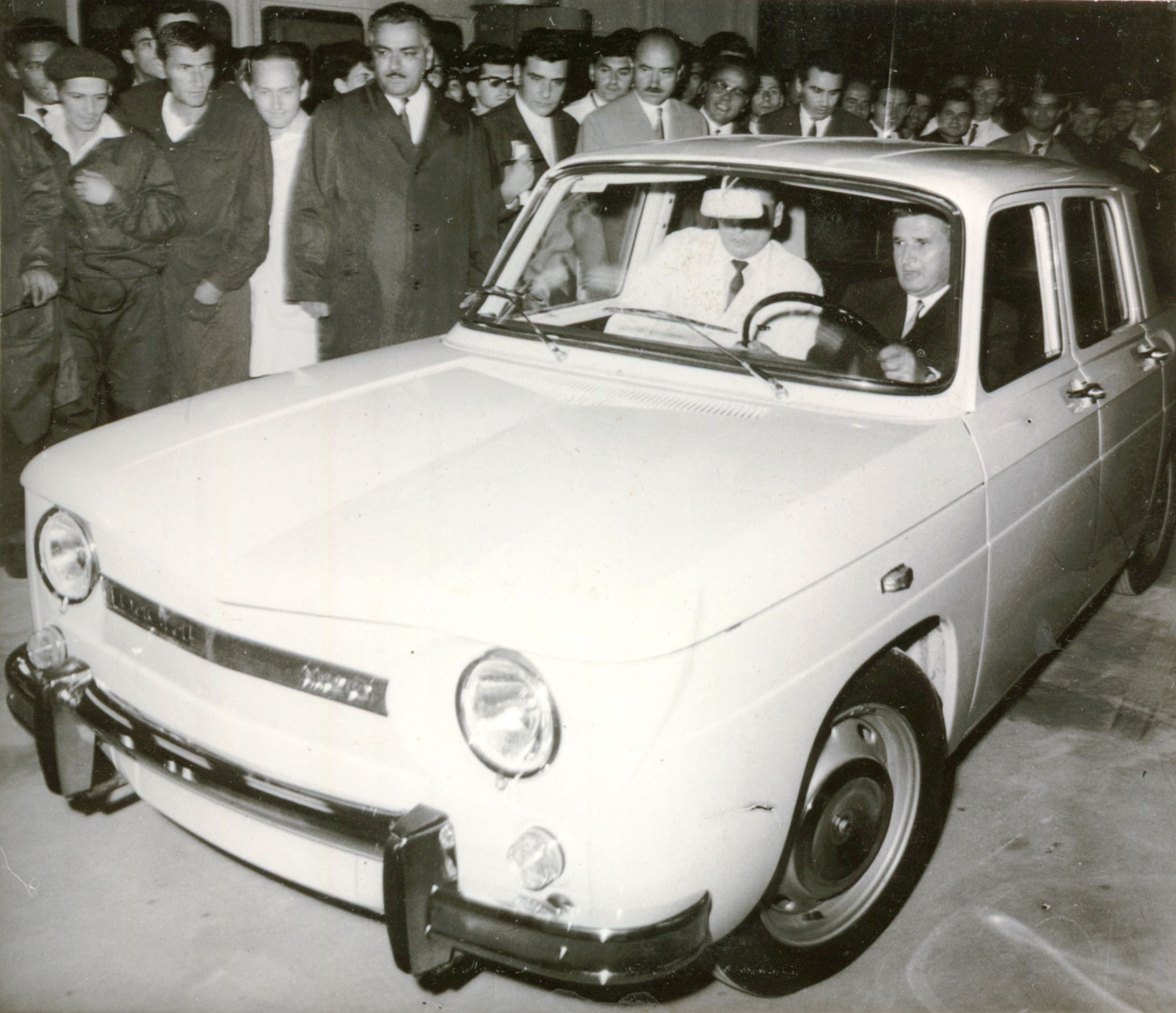
Nicolae Ceaușescu, presidente do Conselho de Estado da República Socialista da Romênia, inaugura a fábrica de Piteşti em 20 de agosto de 1968.